# Satellite Catalog Number
Die Satellite Catalog Number (SCN; frühere Bezeichnungen NORAD-Nummer, USSPACECOM-Objekt-Nummer) ist eine eindeutige fünfstellige Identifikationsnummer für künstliche Erdsatelliten. 2020 ist für das Format ein Übergang zu 9-stelligen Identifikationsnummern vorgesehen.
Der Katalog wurde früher von NORAD und dann USSPACECOM gepflegt. Er gibt die Bahndaten der Objekte im TLE-Format an. Hinweise auf geheime US-amerikanische militärische Satelliten fehlen.
Zurzeit schätzt man die Zahl aktiver Satelliten auf fast 900 (Stand 2008), davon fast 400 im geostationären Orbit. Weitere 350 nicht registrierte Objekte wurden dort beobachtet. 200 Objekte scheinen Weltraummüll zu sein, die restlichen 150 möglicherweise Militärsatelliten.
Der allgemein zugängliche Katalog enthält fast 12.800 Objekte in der Erdumlaufbahn ab einer Größe von ca. 10 cm, darunter 8130 Bruchstücke von zerstörten Satelliten/Antriebsstufen und bei Außenbordeinsätzen entdriftete Objekte (Stand März 2009). Die Anzahl von Objekten größer als 1 cm schätzt man auf 600.000.
Ein anderes Bezeichnungsschema für Satelliten ist die internationale COSPAR-Bezeichnung (NSSDC-ID).